# Ursidy
Ursidy jsou nevýrazný meteorický roj, který má maximum 22. prosince, jejich aktivita začíná většinou 17. prosince a trvá týden do 25. nebo 26. prosince. Radiant je v souhvězdí Malého medvěda poblíž hvězdy Beta Ursae Minoris (Kochab), mateřská kometa je 8P/Tuttle.